# Guerra civile toluide
La guerra civile toluide venne combattuta tra Kublai Khan e suo fratello minore, Arig Bek, dal 1260 al 1264. Möngke Khan morì nel 1259 senza aver designato un chiaro erede, con il risultato che scoppio una lotta tra i membri della famiglia Tolui per l'assunzione del titolo di Gran Khan culminata in una guerra civile. Il conflitto toluide e quelli che seguirono (come la guerra tra Berke e Hulagu e la guerra tra Kaidu e Kublai), indebolirono l'autorità del Khagan (imperatore) sull'Impero mongolo e ne causarono la frammentazione in quattro khanati autonomi.

## Antefatti
La schiatta gengiscanide di Tolui riuscì ad intronizzare con successo il proprio candidato al ruolo di Khagan (imperatore), Möngke Khan, nel 1250 o 1251. Il candidato della schiatta di Ögedei, Shiremun, e suo cugino Nakhu, amareggiati per via della loro esclusione, complottarono e tentarono invano di assassinare Möngke. Quest'ultimo si vendicò eseguendo una purga contro i suoi oppositori nella casa reale e tra i membri della schiatta di Ögedei tanto quanto di quella di Chagatai.
Möngke prese il controllo della regione del Caucaso con l'Orda d'Oro nel 1252. Con l'approvazione di Möngke, Berke succedette a suo fratello, Batu, come khan dell'Orda d'Oro nella regione della Russia nel 1255. Hulagu, fratello di Möngke, alla guida dell'Ilkhanato, ottenne a sua volta il controllo del Caucaso dall'Orda d'Oro. Quando però avvenne la Presa di Baghdad, nel 1258, Berke si arrabbiò con Hulagu dopo la sua conversione all'Islam. Möngke Khan morì nel 1259 senza aver nominato un successore; malgrado il suo favorito fosse indubbiamente Arig Bek, designato da Möngke nel 1258 quale comandante di Karakorum (poi capitale dell'impero), il rivale Arig Bek cercò comunque di consolidare la propria posizione.

## La guerra civile
Kublai Khan stava conducendo una campagna contro la dinastia Song a sud-est nel 1260 quando ricevette la notizia che il fratello Arig Bek gli contendeva la successione al trono. Arig Bek formò delle alleanze con potenti membri della nobiltà mongola che lo sostennero come candidato per il titolo di Gran Khan. Gran parte della famiglia di Möngke sostenne Arig Bek, circostanza che spinse Kublai a porre fine alla sua campagna e a mobilitare le truppe per combattere il suo avversario. In Cina, Kublai convocò un kurultai a Kaiping, dove venne eletto il Gran Khan. Si trattò del primo consiglio terminato con la proclamazione di un Gran Khan avvenuto fuori dal territorio mongolo o dell'Asia centrale. Arig Bek convocò un proprio kurultai a Karakorum, durante il quale fu proclamato Gran Khan il mese successivo, con il risultato che entrambi i pretendenti rivali furono formalmente nominati al trono. Hulagu, impegnato in una campagna militare in Siria, decise di partire presto alla volta della Mongolia per prendere parte al kurultai. A seguito della sua partenza, i mamelucchi sconfissero gli invasori asiatici nella battaglia di Ain Jalut e li costrinsero a ritirarsi verso il Medio Oriente. Berke capitalizzò la vittoria mamelucca invadendo l'Ilkhanato, dando così inizio alla Guerra tra Berke e Hulagu.
Nel frattempo, Arig Bek trovò degli alleati in Berke Khan dell'Orda d'Oro e con Alghu del Khanato Chagatai. Hulagu dell'Ilkhanato fu invece il solo ad allearsi con Kublai Khan. Berke supportò Arig Bek per i risentimenti che provava nei confronti di Hulagu, il quale aveva stretti legami con Kublai. Hulagu e Berke, ad ogni modo, rimasero occupati con il loro conflitto personale e non giocarono alcun ruolo nella guerra civile toluide.
Kublai aveva accesso ai rifornimenti delle terre fertili della Cina, mentre Arig Bek doveva importare delle risorse da Karakorum in un'area di steppa semidesertica. Kublai Khan dipendeva dai rifornimenti della Cina e pertanto si rese conto della necessità di disporre del supporto cinese per prevalere nella guerra. Kublai s'ingraziò i sudditi Han grazie all'aiuto dei suoi consiglieri cinesi, presentandosi come un saggio imperatore in grado di unire il popolo cinese e al contempo diffamando il fratello Ariq come usurpatore distruttore. Kublai promise di ridurre le tasse, modellando le istituzioni del suo governo sull'esempio cinese, adottando il nome di Zhongtong, che significa "governante moderato". Le sue politiche risultarono gradite in Cina settentrionale, ma non ebbero effetti nelle sue relazioni con i Song meridionali che attaccarono il Khanato mentre Kublai era impegnato nella guerra civile e che recuperarono i territori precedentemente perduti a favore dei mongoli. Kublai inviò un diplomatico, Hao Jing, a discutere la prospettiva di una pacifica risoluzione della guerra con i Song che rigettarono le profferte del Khan e imprigionarono Hao per i successivi dieci anni.
In quel frangente, Kublai controllava tre delle quattro linee di possibile rifornimento a Karakorum. Kadan, alleato Ögedeide di Kubilai, difese i territori del vecchio impero Xia occidentale da Arig Bek e comandò le forze d'istanza a Gansu. Le truppe di Kublai si misero di guardia all'area attorno a Yan, la moderna Pechino. L'unica linea di rifornimenti che rimaneva aperta per Arig Bek era la valle del fiume Jenisej a nordovest. Quando l'esercito di Kublai avanzò verso Karakorum sul finire degli anni '60 del XIII secolo, Arig Bek si ritirò dalla città verso lo Stato tributario dello Jenisej. L'arrivo dell'inverno costrinse quindi Kublai ed Arig Bek ad acquartierare le loro armate e ad attendere che l'inverno terminasse.
Nel frattempo, Kublai acquisì ancora più rifornimenti e uomini, fortificando altresì Yan e le difese al confine settentrionale della Cina. Kadan sconfisse e giustiziò Alandar, un generale inviato per assicurare la stabilità delle strade commerciali del centro Asia, vitali per Arig Bek. Lian Xixian, uno dei consiglieri confuciani di Kublai, comandò i soldati per il khan nella Cina occidentale. Egli vinse contro l'alleato di Arig Bek, Liu Taiping, nella Cina nordoccidentale, guadagnandosi anche dei rifornimenti destinati originariamente all'esercito di Arig Bek. Lian ottenne dei supporti anche da Arig Bek fuori dai villaggi di Liangzhou e Ganzhou. Nella Cina sudoccidentale, le sue forze proteggevano lo Sichuan dalle truppe di Arig Bek. Kublai pagò Kadan e Lian Xixian per i loro servizi militari con doni e promozioni. Ricompensò Kadan con 300 pacchi di seta e 300 tael d'argento, e nominò Lian Xixian alla prestigiosa carica di primo ministro.
Le vittorie di Kublai lasciarono Alghu il solo alleato di Arig Bek. Quest'ultimo convinse Alghu a prendere il controllo del Khanato Chagatai nell'Asia Centrale. Il khan Chagatai, Qara Hülëgü, era recentemente morto. Alghu combatté e uccise Abishkha, pretendente rivale al trono nominato da Kublai come reggente del khanato. Alghu era uno dei più forti sostenitori di Arig Bek e, pertanto, egli lo nominò khan di Chagatai. Il khanato divenne così un'importante fonte di rifornimenti per Arig Bek. Questi, dal canto suo, diede ad Alghu il controllo completo sulle rendite delle tasse nella regione.
Nel 1261, Kublai e Arig Bek si scontrarono nella battaglia di Shimultai. Arig Bek perse la battaglia e si ritirò nella regione dieci giorni dopo per incontrare le forze di Kublai presso i Monti Da Hinggan della Mongolia orientale. Le truppe che Arig Bek aveva attaccato non erano personalmente guidate da Kublai, e pertanto egli colpì solo una piccola parte dell'esercito nemico. Anche se la battaglia si concluse con un nulla di fatto, gran parte della Mongolia si trovava sotto il controllo di Kublai, il che minacciava le linee di rifornimento di Arig Bek nella valle dello Jenisej. Un indebolito Arig Bek cercò Alghu per aiuto ma questi rifiutò ed anzi fece giustiziare gli inviati di Arig Bek che avevano portato la richiesta di una parte delle entrate della tassazione locale per il sostentamento degli sforzi della guerra.
In quel tempo, la ribellione in Cina distrasse Kublai dalla guerra civile, ed egli partì per Kaiping al posto di seguire ulteriormente Arig Bek. Arig Bek entrò in guerra con Alghu dopo che Kublai gli lasciò dello spazio. Alghu sconfisse il comandante di Arig Bek, Khara Bukha, presso il fiume Ili a Xinjiang, ma perse il suo quartier generale ad Almalikh a favore di Arig Bek. Egli si ritirò nella città di Tarim Basin.
Arig Bek era rimasto ora con pochi alleati, dal momento che molti dei suoi sostenitori disertarono. Ürüng Tash, figlio di Möngke, fu tra questi, portando con sé anche il sigillo tamga di suo padre e consegnandolo a Kublai come simbolo della sua lealtà. Alghu quindi tornò al fiume Ili per rimuovere Arig Bek da Xinjiang. Arig Bek mancava ormai di risorse e di alleati per difendersi. Viaggiò solo verso Shangdu e si arrese a Kublai nel 1264, ponendo così fine alla guerra civile.

## Conseguenze
Kublai imprigionò Arig Bek, ma non lo punì subito. I sostenitori di Kublai desideravano una retribuzione, e pertanto Kublai ignorò Arig Bek per un anno in quanto a punizioni. Egli condusse una grande purga per eliminare gli ufficiali del governo mongolo che avevano simpatizzato per Arig Bek. Kublai accusò Bolghai, un importante ufficiale di stato mongolo che aveva servito sotto Möngke, di cospirazione con Arig Bek. Kublai autorizzò l'esecuzione di Bolghai e di altri sostenitori di Arig Bek. Kublai convocò un kurultai per decidere la punizione più adatta per Arig Bek e consolidare la sua posizione al trono. Kublai era riluttante a punire suo fratello senza il sostegno pubblico della nobiltà mongola. Arig Bek morì in circostanze misteriose in prigione nel 1266, evento che diffuse l'idea che fosse stato Kubilai ad avvelenarlo segretamente.
La sconfitta di Arig Bek da parte di Kublai non poté comunque frenare la frattura dell'impero. Quando Kublai convocò il suo kurultai per confermare il suo status di Gran Khan, nessuno degli altri tre khan vi prese parte. Berke e Hulagu continuarono a combattere sino alla morte di quest'ultimo nel 1265. La linea Ögedei si ritrovò disunita nel portare avanti i propri interessi. Kaidu, della famiglia Ögedei, credeva che alla sua famiglia spettasse di diritto il titolo di Gran Khan e pertanto iniziò un'insurrezione nel 1269 contro Kublai che perdurò per decenni.
Gran parte dei khanati occidentali non riconobbe Kublai come Gran Khan. Anche se alcuni di loro continuarono a richiedere a Kublai conferma della loro posizione come khan regionali, i quattro khanati divennero indipendenti a tutti gli effetti dallo Stato centrale. L'Ilkhanato, perlopiù situato in Persia, e la dinastia Yuan, attiva in Cina, preservarono strette relazioni diplomatiche e mostrarono una notevole conoscenza scientifica e culturale, anche se non collaborarono mai militarmente.